# 霞西镇
霞西镇，是中华人民共和国安徽省宣城市宁国市下辖的一个乡镇级行政单位。

## 行政区划
霞西镇下辖以下地区：
霞西社区、虹龙社区、霞西村、朱村、虹龙村、上门村、石河村和石柱村。